# Hans-Jürgen Lange (Sozialwissenschaftler)
Hans-Jürgen Lange (* 1961 in Bochum) ist ein deutscher  Sozialwissenschaftler. Er war vom 1. Juli 2014 bis zum 30. Juni 2024 Präsident der Deutschen Hochschule der Polizei, wo er Klaus Neidhardt im Amt nachgefolgt war.

## Leben
Hans-Jürgen Lange wurde 1961 in Bochum geboren. Nach seinem Studium der Sozialwissenschaften mit dem Schwerpunkt Politikwissenschaft wechselte er als Doktorand an die Fernuniversität Hagen, wo er 1993 promovierte. 1994 wechselte Lange als wissenschaftlicher Mitarbeiter an die Philipps-Universität Marburg. Mit Unterstützung durch ein Habilitationsstipendium der Deutschen Forschungsgemeinschaft habilitierte sich Lange 1998 mit einer Studie über das Politische System der Inneren Sicherheit in der Bundesrepublik, in deren Anschluss er zum Privatdozenten für Politikwissenschaft an der Philipps-Universität Marburg ernannt wurde. Zwischen den Jahren 1998 nahm er Vertretungsprofessuren in Duisburg und Marburg wahr, an die sich eine Forschungsprofessur für Politikwissenschaft an der Universität Witten/Herdecke bis zum Jahr 2003 anschloss.
Ab 2004 war er außerplanmäßiger Professor für Politikwissenschaft an der Philipps-Universität Marburg. Am 1. Juli 2008 wechselte er an die Universität Witten/Herdecke, wo er die Professur für Politikwissenschaft, Sicherheitsforschung und Sicherheitsmanagement übernahm.
Am 30. Juni 2014 wurde Lange durch Ralf Jäger mit Wirkung zum Folgetag zum Präsidenten der Deutschen Hochschule der Polizei (DHPol) ernannt. Damit übernimmt zum ersten Mal ein Universitätsprofessor die Funktion des Präsidenten.
Nach zwei Amtszeiten und insgesamt 10 Jahren seines Wirkens an der DHPol endete die Präsidentschaft Langes am 30. Juni 2024 überraschend. Auf der Innenministerkonferenz (IMK) hatte sich das Sitzland der DHPol, Nordrhein-Westfalen, mit einer Ablehnung seiner Weiterverpflichtung durchgesetzt. Vorangegangen war die ein kritisches Positionspapier des NRW-Innenministeriums zu den das Finanzielle betreffenden Fragen der Haushaltsführung an der DHPol.